# Hate It or Love It
«Hate It or Love It» — третій сингл американського репера The Game з його дебютного студійного альбому The Documentary, за участю лідера гурту G-Unit 50 Cent, випущений 15 березня 2005 року. Пісня містить семпл з пісні «Rubber Band» (1972), яку виконували The Trammps. «Hate it or Love It» досягнула значного комерційного успіху у світі. Трек займав місця у Топ 10 багатьох країн, включно з Великою Британією, Ірландією, Нідерландами та Новою Зеландією. Сингл був комерційно успішим у США, досягнувши 2-ї сходинки у Billboard Hot 100, де протримався чотири тижні, ставши другим Топ-5 синглом The Game як соло-виконавця. До першого місця у чарті пісні не давав досягнути хіт 50 Cent «Candy Shop».
Натомість «Hate It or Love It» досягнула першого місця у Hot R&B/Hip-Hop Songs. На 48-й щорічній церенмонії Ґреммі 2006 року пісню було номіновано на дві нагороди включно з премією за найкращу реп-пісню та за найкраще реп-виконання дуетом або гуртом, але програла в обох номінаціях: Каньє Весту з «Diamonds from Sierra Leone» та The Black Eyed Peas із «Don't Phunk with My Heart». Музичні критики назвали цю пісню найкращою роботою The Game в той час.

## Історія
The Game: «Ця пісня з'явилася приблизно всередині роботи над альбомом. Це був, мабуть, початок 2004 року. Я був у Коннектикуті, у мене був біт і я був у дорозі до домівки 50. Це було саме тоді, коли я приєднався до G-Unit. Від Нью-Йорка до Коннектикуту приблизно три години їзди, і я сидів на задньому сидінні цього чортового Ескалейду й писав. Я пишу пісні навпаки: починаю з третього куплету, тому що коли ти починаєш писати в звичайному порядку, дев'ять разів із десяти третій куплет відчувається огидним. Чому? Тому що ти стомився. Саме тому я почав писати з кінця. Коли я приїхав в дім 50, він написав свій куплет і поставив його спочатку. Він сказав мені: «Йов, тобі тре сказати «ненавидь це або люби», назви цю пісню «Hate It Or Love It» і напишімо гук». І ми написали гук, просто сидячи і розслабляючись, це був такий собі олд-скул, ми просто сиділи і кивали головами. Тоді в студії були тільки я і Фіф.
Я зустрів Cool & Dre у 2002, на початку року. Вони були своїми ніґерами ще до того, як я став відомим, і ще до того, як вони зробили свої перші хіти. Тож я запросив їх зробити біт і дотепер деколи так роблю. Якщо у мене є ідея і я почую семпл, я дзвоню Cool, він дзвонить Dre і вони присилають мені деякі заготовки перед тим, як закінчити день».
Sha Money XL: «Я зустрів Cool & Dre в будинку Кріса Лайті (менеджер 50 Cent) взимку 2004. Я сказав їм: «Дайте мені почути жару.» Вони дали мені декілька бітів, серед яких і виявився «Hate It or Love It». Коли я почув його, одразу ж зрозумів — це хіт. 50 пропрацював з Game в Коннектикуті близько місяця. Вони працювали над усім альбомом. 50 вникав у кожну пісню, він писав гуки. Він написав гук для «Hate It or Love It» і майже всі гуки для альбому. Ти можеш подивитися в буклеті альбому. Але коли з'явився цей біт, він писав на нього наче... Зазвичай він пише дуже незалежно. Так, наче пісня зрештою може опинитися на The Massacre. Ця пісня стала пріоритетною для нього, до того навіть, поки The Game почув це в ній. The Game навіть не знав, що з цього вийде. Він зайшов у будинок 50, і той уже мав цілий план з написання цієї пісні: він з куплетом тут, з гуком там — все сплановано. Коли The Game почув куплет 50, він скочив до мікрофону і виконав свою частину магії».
Анджело Сандерс (A&R на Aftermath): «Ми прилетіли в Нью-Йорк для того, аби попрацювати з 50, і зупинилися на Мангеттені. Ми їхали дві з половиною години до будинку 50, і The Game встиг написати більшу частину свого тексту. Він одягав навушники і писав у свій Sidekick (додаток на телефоні, який дозволяє писати великі текстові повідомлення). Я ж просто годував його бітами. «Hate It or Love It» прийшла до мене від Sha Money (до речі, він двоюрідний брат DJ Whoo Kid). Sha просто завалив мене бітами, коли ми опинилися в Нью-Йорку. 50 на той час працював над чимось іншим, тому Sha дав нам купу бітів на вибір, і біт «Hate It or Love It» був одним із тих, який я виділив із тієї купи. Я одразу програв його The Game'у, але він був у якомусь задумливому настрої. Він хотів тяжкий біт, і ми відклали нашу пропозицію на деякий час. Коли вже потрібно було повертатися додому, а було, між іншим, дуже темно і холодно, і ми уже декілька днів ходили із кута в кут, The Game підійшов до нас із готовим текстом. Ми записали пісню в будинку 50, він казав: «Це круто. Це має стати синглом». Він вже тоді розумів, наскільки хороша ця пісня».
Dre (із Cool & Dre): «Одного разу ми розсилали CD-диски. І один із них з бітом «Hate It or Love It» потрапив до рук Sha Money XL. Ця пісня виявилась саме тією, яка дійсно розмістила Cool & Dre на карту. Тоді ми ще погано знали The Game, але що круто — наш адвокат знав хлопців із його тусовки дуже добре. Ми зустрілися з ним у Маямі. Я не можу точно згадати день, коли ми зустрілися, але це було майже після того, як трек було зроблено. Відтоді ми дуже зблизилися, і тепер у нас справжня дружба.
Ми зробили біт у гаражі мами Cool'a. Це було давно. Смішна була історія; після того, як пісня вийшла, ми зустрілися з Джиммі Айовіном. Ми хотіли залагодити справу і працювати з артистами на Interscope. І він спитав нас про «Hate It or Love It»: "Прекрасна пісня! Ви маєте оригінальний біт, до того як Дре попрацював над нею?" Ми: "Так, на ноутбуці лежить". Він: "Я завжди хотів послухати, як звучать біти до того, як Dre розміщує в них свою магію." Ми натиснули play, і я ніколи не забуду вираз його обличчя. Він сказав: "Йов, таж це те саме. Відправте мені початкову версію." Ми такі: "Та ж це вона і є".
Але Дре дійсно серйозно над нею попрацював. Його робота завжди феноменальна. Повірте мені, акустика дуже змінилася, але мелодія залишилася тією ж. Дре зробив пісню живою, я думаю, він привніс ідеальне звучання. Те, як він працює зі звуком, і те, що виходить, зрештою має акустичне звучання. Ось чому він випускає навушники. Його вуха неймовірно пристосовані для цієї роботи. Доктор Дре міксував і допомагав нам із продакшном, і в нашому розумінні, він всього лиш додав речі, яких до нього не було і все злилося в прекрасне звучання. І, якщо я не помиляюся, він додав струни в кінці гука, звучання, яке переходить в куплет».
Майк Лінн (A&R на Aftermath): «Hate It or Love It» була задуманою для 50. Він подзвонив мені і сказав, що хоче взяти цей біт для себе і G-Unit, але міг би і віддати The Game'у. Він поставив мені його по телефону, і я сказав: «Він нам потрібен!» Я знав, що трек має шанс стати синглом, але Дре не був на 100% впевненим через його темп. Коли ми все ж таки вирішили випустити його як сингл, людям він явно сподобався.
Дре певним чином переродив трек. Він його переграв. Він ніколи не присвоював собі авторство і дав таким чином їм [Cool & Dre] виділитися. Мені смішно, коли люди кажуть: «Дре забрав мій біт» і багато інших речей. Це те саме, що: «Та годі тобі, чувак, це все справжнє л*йно» (в сенсі «класне»). Я бачив багато продюсерів, які живуть завдяки тому, що їх продукт якісний, але спочатку своєї кар'єри вони могли тільки мріяти про таку якість. Дре довів рівень звуку до професійного, рівень кожного треку на цьому альбомі. Абсолютно кожного треку. Біт «Hate It or Love It» звучав як семпл, натомість Дре зробив так, що він почав звучати як трек. Він прибрав непотрібне і додав те, що надало професійного звучання. Він багато в чому є автором цих записів. Якщо вони поставлять тобі їх початкову версію, а потім версію Дре, ти побачиш, що вони відрізняються як день і ніч. Його згадують як співпродюсера, але насправді він зробив усю роботу. (Сміється — ред.)».

### Продюсери
Продюсерами треку виступає дует із Маямі Cool & Dre. За основу пісні взято семпл пісні «Rubber Band» з альбому диско групи The Trammps The Legendary Zing Album. Також свою лепту до створення треку доклали Dr. Dre та B.G. Knocc Out.

## Критика
Загалом «Hate It or Love It» здобула позитивні відгуки від більшості критиків. Скотт Маккітінґ зі Stylus Magazine написав:
| «Це велика частина теплого зарядженого душею хіп-хопу, в якій запрошеній зірці 50 Cent'у вдається затуманити всіх, значно збільшуючи його ліричний зміст, аби роздавити разом деякі великі, але шаблонні рядки проти його ганебної розумної занепокоєної зануреності.» Оригінальний текст (англ.) «It’s a great piece of warm soul-fuelled hip-hop, in which guest star 50 Cent manages to steal the show, considerably stepping up his lyrical content to squash together some great but cliched lines against a level of his infamous smart arsed profundity.» |
IGN описала пісню як:

| «гладенький R&B funk vibe під оповіді з району» (бідних районів, ґетто) Оригінальний текст (англ.) «a smoothed out R&B funk vibe underneath the tales of the hood.» |
Хоча трек і не здобув жодної статуетки Ґреммі, сайт About.com назвав його Найкращою хіп-хоп піснею 2005 року, а також він посів 43-тє місце у рейтингу «100 Greatest Songs of Hip Hop», який склав канал VH1.

## Музичне відео
Зйомки кліпу відбувалися У Комптоні, штат Каліфорнія, та у частині району Квінзу Джамейка. Відео показує важке дитинство The Game та 50 Cent, звідки вони родом та як було жити у їхніх районах, труднощі, які вони перебороли дітьми, аби стати реперами. Текан Річмонд і Захарій Вілльямс зіграли дитячі версії The Game і 50 Cent відповідно, а також в одній зі сцен вони двоє балончиками наносять графіті «N.W.A.» на паркан, за що їх згодом затримують два полісмени.
Це відео було номіновано на MTV Video Music Awards 2005 року як Найкраще реп-відео, проте воно програло пісні Ludacris «Number One Spot».

## Ремікси
Було випущено декілька реміксів на трек:
- Офіційний ремікс, який з'явився на альбомі 50 Cent The Massacre як «Hate It or Love It (G-Unit Remix)» за участі членів гурту G-Unit: Lloyd Banks, Young Buck та Tony Yayo. Перший куплет цієї версії є майже ідентичним з оригіналом, проте рядки 50 Cent виконує інший учасник колективу G-Unit, при чому він же виконує рядки The Game. Протягом вступу 50 Cent починає куплет і робить перехід як і в оригіналі, другий куплет The Game вирізано та замінено на новий.
- Мері Джей Блайдж записала свою версію «MJB Da MVP» і випустила як сингл до свого мультиплатинового альбому The Breakthrough. Приспів виконує 50 Cent, а також свою частину приспіву виконує Блайдж. Крім того присутні нові куплети від The Game. Це був другий офіційний ремікс на трек.
- Також є ремікс на трек, який з'явився на мікстейпі The Game You Know What It Is, Vol. 3, перероблений як дис на G-Unit, який називається «Hate It or Love It (G-Unot Remix)». Лірика у треці негативно направлена проти всіх учасників G-Unit.
- Також є ремікс Re-Up Gang, який з'явився на їхньому мікстейпі We Got It 4 Cheap: Vol. 2. Пісню виконують чотири члени гурту, які співають про труднощі, з якими вони стикалися у минулому.

## Чарти
| Чарт (2005)                               | Пікова позиція |
| ----------------------------------------- | -------------- |
| Австралія (ARIA)                          | 21             |
| Австралія (ARIA) Urban Singles            | 11             |
| Австрія (Ö3 Austria Top 75)               | 23             |
| Бельгія (Ultratop Flanders)               | 19             |
| Бельгія (Ultratop Wallonia)               | 22             |
| Канада CHR/Pop Top 30 (Radio & Records)   | 9              |
| Чехія (IFPI)                              | 12             |
| Данія (Tracklisten)                       | 17             |
| Європа (Eurochart Hot 100)                | 12             |
| Франція (SNEP)                            | 42             |
| Німеччина (Media Control AG)              | 14             |
| Греція (IFPI)                             | 14             |
| Угорщина (Editors' Choice Top 40)         | 34             |
| Ірландія (IRMA)                           | 5              |
| Нідерланди (Dutch Top 40)                 | 5              |
| Нідерланди (Mega Single Top 100)          | 5              |
| Нова Зеландія (RIANZ)                     | 3              |
| Норвегія (VG-lista)                       | 19             |
| Шотландія (Official Charts Company)       | 4              |
| Швейцарія (Media Control AG)              | 12             |
| Велика Британія (Official Charts Company) | 4              |
| Велика Британія (UK R&B Chart)            | 2              |
| США (Billboard Hot 100)                   | 2              |
| США (Hot R&B/Hip-Hop Songs) (Billboard)   | 1              |
| США (Rap Songs) (Billboard)               | 1              |
| США (Mainstream Top 40) (Billboard)       | 16             |
| США (Rhythmic) (Billboard)                | 1              |

| Чарт (2022–2023)           | Пікова позиція |
| -------------------------- | -------------- |
| Латвія (LAIPA)             | 7              |
| Литва (AGATA)              | 19             |
| Швеція (Sverigetopplistan) | 73             |

| Чарт (2005)                           | Позиція |
| ------------------------------------- | ------- |
| Австралія (ARIA)                      | 95      |
| Німеччина (Media Control GfK)         | 80      |
| Нідерланди (Dutch Top 40)             | 78      |
| Нідерланди (Single Top 100)           | 73      |
| Нова Зеландія (RIANZ)                 | 21      |
| Швейцарія (Schweizer Hitparade)       | 97      |
| Велика Британія UK Singles (OCC)      | 49      |
| Велика Британія UK Urban (Music Week) | 20      |
| США Billboard Hot 100                 | 24      |
| США Hot R&B/Hip-Hop Songs (Billboard) | 28      |

## Сертифікації
| Регіон | Сертифікація  | Продажі   |
| --- | ------------- | --------- |
| Австралія (ARIA) | 3× Платиновий | 210 000   |
| Данія (IFPI Denmark) | Платиновий    | 90 000    |
| Німеччина (BVMI) | Платиновий    | 300 000   |
| Італія (FIMI) | Золотий       | 50 000    |
| Нова Зеландія (RIANZ) | 5× Платиновий | 150 000   |
| Іспанія (PROMUSICAE) | Золотий       | 30 000    |
| Велика Британія (BPI) | 3× Платиновий | 1 800 000 |
| США (RIAA) | Золотий       | 500 000*  |
| Streaming |               |           |
| Греція (IFPI Greece) | Платиновий    | 2 000 000 |
| *продажі, що базуються лише на сертифікаціях · продажі+прослуховування, що базуються лише на сертифікаціях · лише прослуховування, що базуються лише на сертифікаціях |               |           |